# Юлія Маярчук
Ю́лія Маярчу́к (англ. Yuliya Mayarchuk; нар. 20 квітня 1977, Миколаїв) — українська акторка та еротична модель. Продовжує свою діяльність в Італії.

## Біографія
У 1990-ті переїхала до Неаполя. Пізніше її помітив режисер Тінто Брас і запросив на головну роль у своєму еротичному фільмі «Порушуючи заборони», завдяки якому Маярчук здобула популярність.

## Фільмографія
- 1999 Sogno
- 2000 La Squadra
- 2000 Порушуючи заборони (Trasgredire)
- 2002 Carabinieri
- 2003 Soldati di pace
- 2007 Казки стриптиз-клубу (Go Go Tales)
- 2008 In Nome di Maria